# Lavamünd
Lavamünd è un comune austriaco di 2 983 abitanti nel distretto di Wolfsberg, in Carinzia; ha lo status di comune mercato (Marktgemeinde). Nel 1973 ha inglobato il comune soppresso di Ettendorf.